# Ligne M1 du métro d'Istanbul
Pour les articles homonymes, voir Ligne M1.
La ligne M1 du métro d'Istanbul est une ligne du réseau métropolitain d'Istanbul en Turquie. Elle relie les stations Yenikapı à l'est en deux branches à l'ouest aux stations Atatürk Havalimanı et Kirazlı. Le tracé de ligne est mixte une partie (16 km) est en trajet aérien l'autre (10 km) en trajet souterrain. Après un tronçon unique le tracé se divise ensuite en deux branches M1ᴀ et M1ʙ.

## Historique

### Chronologie
- 3 septembre 1989 : Aksaray, Emniyet-Fatih, Topkapı-Ulubatlı, Bayrampaşa-Maltepe, Sağmalcılar, Kocatepe
- 18 décembre 1989 : Esenler
- 31 janvier 1994 : Otogar, Terazidere, Davutpaşa-YTÜ, Merter, Zeytinburnu
- 7 mars 1994 : Bakırköy-İncirli
- 26 juillet 1995 : Ataköy-Şirinevler
- 25 août 1995 : Yenibosna
- 15 janvier 1999 : Bahçelievler
- 20 décembre 2002 : DTM-İstanbul Fuar Merkezi, Atatürk Havalimanı
- 14 juin 2013 : Menderes, Üçyüzlü, Bağcılar-Meydan, Kirazlı
- 9 novembre 2014 : Yenikapı

## Caractéristiques

### Stations et correspondances
|  |   |   |   |  | Station                   | Coordonnées                  | Correspondances |  |
|  | - | - | - |  | ------------------------- | ---------------------------- | --------------- |  |
|  |   | O |   |  | Yenikapı                  | 41° 00′ 20″ N, 28° 57′ 06″ E | (M2)            |  |
|  |   | o |   |  | Aksaray                   | 41° 00′ 43″ N, 28° 56′ 52″ E | (T1)            |  |
|  |   | o |   |  | Emniyet-Fatih             | 41° 01′ 03″ N, 28° 56′ 20″ E |                 |  |
|  |   | o |   |  | Topkapı-Ulubatlı          | 41° 01′ 25″ N, 28° 55′ 49″ E | (T4)            |  |
|  |   | o |   |  | Bayrampaşa-Maltepe        | 41° 02′ 02″ N, 28° 55′ 15″ E |                 |  |
|  |   | o |   |  | Sağmalcılar               | 41° 02′ 27″ N, 28° 54′ 27″ E |                 |  |
|  |   | o |   |  | Kocatepe                  | 41° 02′ 53″ N, 28° 53′ 41″ E |                 |  |
|  |   | o |   |  | Otogar                    | 41° 02′ 22″ N, 28° 53′ 42″ E |                 |  |
|  | o |   |   |  | Esenler                   | 41° 02′ 14″ N, 28° 53′ 19″ E |                 |  |
|  | o |   |   |  | Menderes                  | 41° 02′ 33″ N, 28° 52′ 44″ E |                 |  |
|  | o |   |   |  | Üçyüzlü                   | 41° 02′ 11″ N, 28° 52′ 14″ E |                 |  |
|  | o |   |   |  | Bağcılar-Meydan           | 41° 02′ 04″ N, 28° 51′ 24″ E | (T1)            |  |
|  | O |   |   |  | Kirazlı                   | 41° 01′ 56″ N, 28° 50′ 34″ E | (M3)            |  |
|  |   |   | o |  | Terazidere                | 41° 01′ 49″ N, 28° 53′ 55″ E |                 |  |
|  |   |   | o |  | Davutpaşa-YTÜ             | 41° 01′ 11″ N, 28° 54′ 01″ E |                 |  |
|  |   |   | o |  | Merter                    | 41° 00′ 25″ N, 28° 53′ 47″ E |                 |  |
|  |   |   | o |  | Zeytinburnu               | 41° 00′ 05″ N, 28° 53′ 25″ E | (T1)            |  |
|  |   |   | o |  | Bakırköy-İncirli          | 40° 59′ 48″ N, 28° 52′ 34″ E |                 |  |
|  |   |   | o |  | Bahçelievler              | 40° 59′ 43″ N, 28° 51′ 51″ E |                 |  |
|  |   |   | o |  | Ataköy-Şirinevler         | 40° 59′ 28″ N, 28° 50′ 48″ E |                 |  |
|  |   |   | o |  | Yenibosna                 | 40° 59′ 21″ N, 28° 50′ 14″ E |                 |  |
|  |   |   | o |  | DTM-İstanbul Fuar Merkezi | 40° 59′ 11″ N, 28° 49′ 44″ E |                 |  |
|  |   |   | O |  | Atatürk Havalimanı        | 40° 58′ 45″ N, 28° 49′ 14″ E |                 |  |

## Exploitation
- Nombre de stations : 23
- Expédition : 06:00 - 00:00
- Longueur de ligne : 26,10 km
- Le nombre de trains : 105 (4)
- Écartement des rails : 1 435 mm
- Exploitant : Metro İstanbul A.Ş.
- Passager quotidien : 400.000 passagers / jour
- M1ᴀ Expédition : Yenikapı - Atatürk Havalimanı: 34 minute
- M1ʙ Expédition : Yenikapı - Kirazlı : 24 minute
- Matériel roulant ferroviaire : Asea Brown Boveri

## Fréquentation
Les chiffres officiels de fréquentation de chaque ligne de métro, couvrant la période 1989-2022, sont communiqués par l'exploitant Metro Istanbul, le pic de fréquentation a été atteint en 2018 avec 154 057 714 voyageurs sur la ligne :
Le graphique qui aurait dû être présenté ici ne peut pas être affiché car il utilise l'ancienne extension Graph, désactivée pour des questions de sécurité. Des indications pour créer un nouveau graphique avec la nouvelle extension Chart sont disponibles ici.

## Projets
Un prolongement est en cours de réalisation depuis la station Kirazlı vers l'ouest et comptera au total neuf stations supplémentaires : 
|  |   |  |  | Station              | Coordonnées                  | Correspondances               |
|  | - |  |  | -------------------- | ---------------------------- | ----------------------------- |
|  | O |  |  | Kirazlı              | 41° 01′ 56″ N, 28° 50′ 34″ E | (M3)                          |
|  | o |  |  | Barbaros             | 41° 01′ 25″ N, 28° 50′ 13″ E |                               |
|  | o |  |  | Malazgirt            | 41° 01′ 19″ N, 28° 49′ 45″ E |                               |
|  | o |  |  | Mimar Sinan          | 41° 01′ 29″ N, 28° 48′ 59″ E | (en construction)             |
|  | o |  |  | Fatih                | 41° 01′ 42″ N, 28° 48′ 12″ E |                               |
|  | o |  |  | Halkalı - Üniversite | 41° 02′ 05″ N, 28° 47′ 23″ E |                               |
|  | o |  |  | Mehmet Akif Ersoy    | 41° 02′ 01″ N, 28° 46′ 49″ E |                               |
|  | o |  |  | Yenidoğan            | 41° 01′ 58″ N, 28° 46′ 15″ E |                               |
|  | o |  |  | Bezirganbahçe        | 41° 01′ 33″ N, 28° 46′ 06″ E |                               |
|  | O |  |  | Halkalı              | 41° 01′ 12″ N, 28° 46′ 06″ E | (en construction) (en projet) |